# Кескитало, Йоосе
Йо́осе Франс Эско Кескита́ло (род. 12 июля 1982 года в Киукайнене) — финский певец и автор песен. Для его сценической манеры характерна особая грубоватая харизма,  песни исполняются под аккомпанемент слегка лязгающей гитары под аккомпанемент и губной гармоники.

## Карьера
Кескитало ещё старшеклассником заинтересовался игрой на гитаре и сочинением песен. Музыкальная карьера Кескитало началась в начале 2000-х с призового места в конкурсе социально ориентированных песен "Общества Пробуждения" (фин. Herättäjä-Yhdistys). На первом же альбоме музыканта использовались самодельные инструменты с оригинальным звучанием, например, созданная Лари Лятти гитара из распылителя инсектицидов (фин. Ginge-myrkkyruiskukitara) и гармоника, собранная из половины настоящей гармони и пылесоса марки Helios (фин. Elektrohelios-harmoni).
Йоосе Кескитало выпускает записи на лейбле Helmi Levyt. В 2004 году Кескитало сформировал группу, с которой стал играть композиции в оригинальных, но менее экспериментально звучащих аранжировках. Он также был участником коллектива Paavoharju. В его песнях слышны саволакская меланхолия и христианские подтексты. Темы текстов служат, среди прочего, конец света, смерть, свобода, любовь и искушения. Среди источников вдохновения Йоосе Кескитало называет песни таких исполнителей, как Ragnar Rock, Юри Питкянен, Владимир Высоцкий, Тапио Раутаваара и Леонард Коэн.

## Дискография

### Альбомы
- Luoja auta (2004)
- Kaupungit puristuvat puristimissa (2006)
- Joose Keskitalo ja Kolmas Maailmanpalo (2008)
- Tule minun luokseni, kulta (2009)
- Maan näkyjä (2011)
- Vyötä kupeesi ja tule! (2012)
- Ylösnousemus (2014)
- Julius Caesarin anatomia (2017)
- En lähde surussa (2019)
- Nukkekoti (2020)
- New Songs for Old Motifs (2021)
- Orfiset laulut V (2022)
- Orfiset laulut VI (2022)
- Oh, Our Slow Designs (2023)
- Tähdet palaavat paikoilleen (2024)

### EP
- 7″ (Joose Keskitalon EP) (2004)
- Otus (EP)(2007)
- Muuan mies (2009, композиции ”Pieni osa” и ”Hyvä siemen”)